# Guerra di re Giorgio
La guerra di Re Giorgio (1744-1748) è il nome dato alle operazioni svoltesi nel Nord America facenti parte della guerra di successione austriaca. L'appellativo viene utilizzato solo negli Stati Uniti. In Gran Bretagna, Canada, e Francia questa guerra è considerata semplicemente come parte della guerra di successione austriaca, senza utilizzare un nome a parte. Fu la terza delle quattro guerre franco-indiane.

## Storia
La guerra dell'orecchio di Jenkins iniziò ufficialmente quando il comandante di un vascello mercantile inglese, certo Robert Jenkins, raccontò alla Camera dei comuni che sette anni prima il comandante spagnolo di una nave guarda-costa, durante una perquisizione contro il contrabbando, gli avrebbe tagliato l'orecchio (che egli mostrò nell'aula, avendolo tenuto sotto alcol) dicendogli di portarlo al suo re, Giorgio II. La guerra scoppiò nel 1739 tra spagnoli e britannici e si limitò al mare dei Caraibi e alla colonia britannica della Georgia. Precipitò poi nella guerra di re Giorgio nel 1744, quando i francesi si schierarono al fianco della Spagna.
Nel 1745 le forze coloniali inglesi nell'assedio di Louisbourg presero la fortezza francese di Louisbourg sull'isola del Capo Bretone. Il 28 novembre 1745 i francesi con i loro alleati indiani distrussero il villaggio di Saratoga, (nell'odierno Stato di New York), uccidendo e catturando più di un centinaio di persone. Tutti gli insediamenti a nord di Albany vennero abbandonati. Nel luglio 1746 gli Irochesi e le forze intercoloniali si radunarono a nord di New York per preparare un attacco contro il Canada, ma le truppe regolari inglesi non arrivarono mai e l'attacco fu sospeso. Le truppe rimasero accampate ad Albany l'intero inverno e nemmeno nel 1747 riuscirono ad organizzarsi per procedere contro il Canada. Nel 1748 gli indiani alleati dei francesi attaccarono Schenectady (stato di New York).
Le perdite di uomini in Massachusetts negli anni 1745-1746 sono state stimate nell'8% di uomini adulti della colonia.

## Conseguenze
La fortezza di Louisbourg fu restituita alla Francia con il Trattato di Aquisgrana del 1748, in cambio della città di Madras in India, che i francesi avevano tolto agli inglesi. Con il trattato di pace, vennero ristabilite le frontiere delle colonie allo status precedente la guerra. Nella sostanza non venne mitigata l'inimicizia tra Francia e Gran Bretagna e tra le rispettive colonie, né si risolsero le controversie territoriali. L'Austria spostò la sua fedeltà dalla Gran Bretagna verso la Francia, mentre la Gran Bretagna si alleò con la Prussia e la Russia. I combattimenti ripresero nel 1754 in Nord America con lo scoppio della guerra franco-indiana, che si diffuse due anni più tardi in Europa con la guerra dei sette anni.